# 슈나이더 일렉트릭

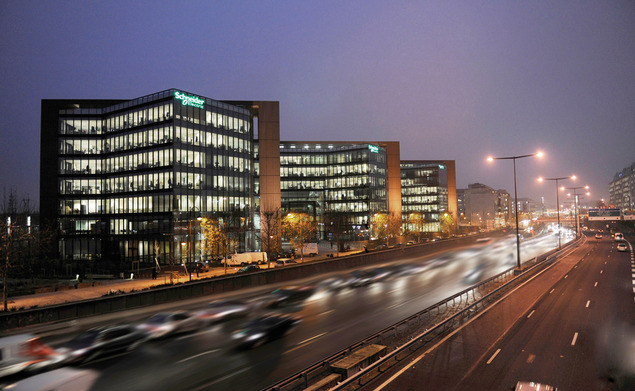

슈나이더 일렉트릭(Schneider Electric, Euronext: SU)은 1836년 유진 슈나이더 1세(Eugène I Schneider)와 아돌프 슈나이더(Adolphe Schneider) 두 형제가 설립한 프랑스의 임직원 17만여명 규모 다국적 대기업집단이다. 영국 유명 IT 소프트웨어 솔루션 컨설팅 기업 AVEVA의 모기업이기도 하다. 슈나이더 일렉트릭은 여러 산업군에 걸쳐 에너지의 효율성, 안전성, 신뢰성을 높일 수 있는 통합 솔루션을 제공하는 글로벌 에너지 관리 및 자동화 전문기업이다.
19세기, 20세기의 역사를 거쳐 제철 업체에서 출발하여, 소프트웨어 기반의 솔루션 업체로 변모하였다. 19세기에는 철강, 중장비, 조선 사업에 주력했고, 20세기에는 전력, 자동화 및 제어 분야로 사업을 확장했다. 21세기 이후 저탄소 녹색성장 실현에 초점을 두고 통합 에너지 관리 솔루션을 공급하는 데 집중하고 있다.
주택, 빌딩, 공장, 데이터센터, 선박, 발전소, 병원, 호텔 등 전기를 사용하는 모든 분야에 에너지 관리 솔루션을 제공하며, 전통의 전력 및 제어 성능과 결합한 빌딩 오토메이션 및 보안, 설치 시스템 및 제어, 전력 모니터링 및 제어, 고 신뢰도의 전력 공급 및 냉각 서비스 등의 통합 솔루션 형태로 제공한다.
슈나이더 일렉트릭의 본사는 뤼에유말메종(Rueil-Malmaison)에 위치한 ‘르 하이브(Le Hive)’로 당초 평범한 건물로 건설되었으나, 2008년 말 자사의 기술을 집약시킨 최첨단 건물로 재탄생하여 연 평균 에너지 소비량을 47% 절감하는 데 성공한 바 있다.

## 설립시기 및 설립자
- 1836년 설립 (한국 시장 진출: 1975년)
- 아돌프 슈나이더(Adolphe Schneider), 유진 슈나이더(Eugene Schneider)

## 취급품목
- 전력 송배전
- 공정 자동화 솔루션
- 데이터센터 관리 솔루션
- 산업용 인터페이스
- 빌딩/조명 제어 및 영상보안 솔루션
- 태양광 인버터
- 기타 에너지 관리 솔루션

## 사업 종류
- 에너지 관리 및 빌딩 제어
- 산업/기계 제어 및 자동화
- 유틸리티 및 인프라스트럭처
- 데이터센터 및 네트워크

## 연혁

### 초기
1836년, 유진 슈나이더(Eugène Schneider)와 아돌프 슈나이더(Adolphe Schneider) 두 형제는 Le Creusot 에 버려져 있던 주조소를 인수했다. 이 회사의 주력산업은 강철산업으로, 기차선로, 선박, 기타 다양한 중장비를 다루게 되었다.

### 1870-1944년
유진(Eugène)의 아들, 헨리 슈나이더(Henri Schneider)는 1860년대와 1870년대에 등장한 새로운 생산방식으로 싸고 강한 강철을 만들어 회사를 성장시켰다. 슈나이더는 군수산업과 중장비산업에서 유럽의 유력기업으로 성장했다. 동시에 유진2세는 여러 국가에서 거래와 투자를 진행시켰다. 슈나이더의 수익은 대부분 군수산업에서 얻은 것이지만, 세계1차 대전 후 슈나이더는 생활용품인 전기와 강철의 개발에 주력하기 시작했다.

### 1944-1981년
찰스 슈나이더는 군수산업을 버리고 민간부문을 선택했다. 슈나이더는 1949년에 완전히 변모하게 되었다.
1960년 8월, 찰스 슈나이더의 갑작스러운 죽음으로 상속 문제가 발생하게 되었고 주력 분야에서 고전하고 있었다.
Édouard-Jean Empain 남작이 1969년에 그룹을 이끌게 되었다.
기존의 주력 분야로 그룹을 다각화하려고 했지만 성공하지는 못했다.

### 1981-2000년
1981년, Didier Pineau-Valencienne는 슈나이더의 기업구조를 바꾸어, 철, 강철, 해상건설 같은 위기에 봉착한 부문들을 모두 정리했다.
Merlin Gerin(1986)의 대부분을 흡수한 Pineau-Valencienne는 Télémecanique (1988)와 Square D (1991) 같은 기업들을 사들이기 시작했다.
1999년 5월, 새 CEO Henri Lachmann의 리더십 아래, 슈나이더 그룹은 슈나이더 일렉트릭으로 이름을 바꾸고 전기 분야에 주력하였다.

### 2000년 이후
2007년 Henri Lachmann이 은퇴하면서 그 자리를 Jean-Pascal Tricoire(현직 회장)가 맡게 되었다.

## 인수합병
| 인수년도 | 회사명                                    | 사업분야                                                                     | 국가        |
| -------- | ----------------------------------------- | ---------------------------------------------------------------------------- | ----------- |
| 1988     | Télémécanique                             | 차단기, 스위치 기어, 센저 등 자동화 제어 제품 제조업체                       | France      |
| 1990     | Federal Pioneer Limited                   | 차단기, 스위치 기어, 변압기 등 자동화 제어 제품 제조업체                     | Canada      |
| 1991     | Square D                                  | 차단기, 스위치 기어, 변압기 등 자동화 제어 제품 제조업체                     | USA         |
| 1992     | Merlin Gérin                              | 차단기, 변압기 등 전력 배전 제품 제조업체                                    | France      |
| 2000     | Crouzet Automatismes                      | 자동화 제품 제조 업체                                                        | France      |
| 2000     | Berger - Positec                          | 스텝퍼, 서보모터 업체                                                        | Germany     |
| 2000     | Nu-Lec Industries                         | 스위치키어, 모터콘트롤 제품 제조 업체                                        | Australia   |
| 2001     | PDL                                       | 가정 및 산업용 전기제품 제조업체                                             | New Zealand |
| 2002     | Proface                                   | 산업용 인터페이스 HMI                                                        | Japan       |
| 2002     | Samhwa EOCR                               | 세계 최초 모터보호 계전기출시 업체                                           | Korea       |
| 2003     | CDI Power                                 | 전력 시스템 자동화                                                           | Brazil      |
| 2003     | TAC                                       | 빌딩 자동 제어 시스템                                                        | Sweden      |
| 2003     | MGE UPS Systems (merged with APC in 2007) | 파워서플라이                                                                 | USA         |
| 2004     | Clipsal                                   | 배선기구                                                                     | Australia   |
| 2004     | Kavlico                                   | 압력센서                                                                     | USA         |
| 2004     | Andover Controls                          | 빌딩 자동화 및 보안 제품                                                     | USA         |
| 2005     | ABS EMEA                                  | 빌딩 자동화 시스템                                                           | UK          |
| 2005     | Juno Lighting                             | 조명                                                                         | USA         |
| 2005     | BEI Technologies                          | 맞춤 센서                                                                    | USA         |
| 2006     | AEM S.A.                                  | 울트라 터미털                                                                | Spain       |
| 2006     | OVA Bargellini                            | 울트라 터미털                                                                | Italy       |
| 2006     | Merten                                    | 울트라 터미털                                                                | Germany     |
| 2006     | Citect                                    | SCADA 및 MES 자동화 소프트웨어                                               | Australia   |
| 2007     | APC                                       | 무정전 전원장치 UPS 및 전력 배전 제품                                        | USA         |
| 2007     | Pelco                                     | 비디오 보안                                                                  | USA         |
| 2009     | Conzerv Systems                           | 전력 모니터링 시스템                                                         | India       |
| 2009     | Meher Capacitors                          | 역률 개선                                                                    | India       |
| 2010     | Zicom Security Systems                    | 보안 시스템                                                                  | India       |
| 2010     | SCADAgroup                                | SCADA 및 제어 시스템                                                         | Australia   |
| 2010     | Areva T&D                                 | 수배전반                                                                     | Europe      |
| 2010     | Andromeda Telematics                      | 통합 제어 솔루션                                                             | UK          |
| 2011     | Summit Energy                             | 에너지 관리                                                                  | USA         |
| 2011     | Digilink                                  | 네트워크 연결 제품                                                           | India       |
| 2011     | APW President Systems                     | 외함                                                                         | India       |
| 2011     | Luminous                                  | 전력 인버터                                                                  | India       |
| 2011     | Telvent                                   | 실시간 정보 관리 시스템                                                      | Spain       |
| 2011     | Viconics Electronics                      | BMS 제품                                                                     | Canada      |
| 2011     | 7-Technologies                            | 수처리 및 전기 네트워크 및 산업 공정의 시뮬레이션 및 최적화를위한 소프트웨어 | Denmark     |
| 2011     | Viridity                                  | 데이터센터 관리 소프트웨어                                                   | USA         |
| 2012     | M&C Energy Group                          | 지속가능한 에너지 제공                                                       | UK          |
| 2012     | SolveIT Software                          | 계획 및 일정 관리 소프트웨어                                                 | Australia   |
| 2014     | Invensys                                  | 다국적 엔지니어링 및 IT회사                                                  | UK          |
| 2014     | AST Modular                               | 조립식 모듈형 데이터 센터 회사                                               | Spain       |
| 2014     | InStep Software                           | 실시간 성능 관리 및 예측 분석 소프트웨어                                     | USA         |
| 2018     | AVEVA                                     | IT 소프트웨어 솔루션 컨설팅/자산관리                                         | UK          |

## 관련 내용
- 싸이텍
- 펠코
- APC

## 웹사이트
- https://www.se.com/kr